# Colembert
Colembert – miejscowość i gmina we Francji, w regionie Hauts-de-France, w departamencie Pas-de-Calais.
Według danych na rok 1990 gminę zamieszkiwało 588 osób, a gęstość zaludnienia wynosiła 59 osób/km² (wśród 1549 gmin regionu Nord-Pas-de-Calais Colembert plasuje się na 724. miejscu pod względem liczby ludności, natomiast pod względem powierzchni na miejscu 325.).